# Блінов В'ячеслав Костянтинович
Бліно́в В'ячесла́в Костянти́нович (25 вересня 1950 , Ялтуновоd, Рязанська область ) — радянський та український диригент.

## Біографія
В'ячеслав Блінов народився в 1950 році в селі Ялтуново Рязанської області Росії.
В 1975 році закінчив консерваторію в Горькому (нині Нижній Новгород), в 1979 — Московську консерваторію за класом Лео Гінзбурга. В 1980—1983 проходив асистентуру-стажування при Новосибірській консерваторії за класом Арнольда Каца.
В 1976—1979 — головний диригент симфонічного оркестру Московського будинку вчителя.
В 1979—1988 — диригент симфонічного оркестру Красноярської філармонії.
В 1982 році став лауреатом 1-го Всеросійського конкурсу диригентів.
В 1988—1997 — художній керівник і головний диригент Дніпропетровського симфонічного оркестру, в 1997—1999 — головний диригент Дніпропетровського театру опери та балету.
В 1991 році отримав почесне звання заслуженого діяча мистецтв України.
В 1992 році був шеф-диригентом Македонського філармонійного оркестру.
В 1999—2005 — художній керівник і головний диригент симфонічного оркестру Українського радіо. На думку диригента, його звільнення було безпідставним, і він оскаржував його у суді.

## Творчий доробок
В'ячеслав Блінов уперше виконав низку творів українських композиторів, зокрема Валентина Сильвестрова, Євгена Станковича, Мирослава Скорика, Валентина Бібіка, Бориса Буєвського, Володимира Зубицького, Івана Карабиця, Жанни Колодуб, Володимира Рунчака, Віктора Мужчиля.
Виступає на міжнародних фестивалях «Київ Музик Фест», «Музичні премߴєри сезону», «Форум музики молодих».
Гастролює містами України та закордоном. В 1992 та 1993 разом із Національним симфонічним оркестром України відкривав міжнародний фестиваль «Охридське літо» в Македонії, у 1993 — фестиваль «Ґауде матер» у Ченстохові (Польща).
Зробив численні записи на радіо й телебаченні України та інших країн. Записав 9 платівок і компакт-дисків із творами Є. Станковича, В.-А. Моцарта, Р. Штрауса, Й. Штрауса, С. Рахманінова, Дж. Россіні, Ф. Шуберта, А. Лядова.